# Станко Тодоров
Вижте пояснителната страница за други личности с името Тодоров.
Станко Тодоров Георгиев е министър-председател на България в две последователни правителства на Народна република България – 75-ото (1971 – 1976) и 76-ото (1976 – 1981), заемал най-дълго този пост в българската история – 9 години 11 месеца и 9 дни или 3632 дни. Председател на Народното събрание между 1981 и 1990 г., на второ място по продължителност на тази длъжност с 9 г. 6 м. 22 д. След падането на социалистическия режим през есента на 1989 г. остава председател до учредяването на VII велико народно събрание.
Станко Тодоров е политик от БКП, от 3 април 1990 г. преименувана на БСП. През юни – юли 1990 г. е бил председател (президент) на републиката. Той е единственият политик в историята, изпълнявал и трите най-високи ръководни длъжности: министър-председател, председател на Народното събрание и държавен глава на България.

## Биография

### Произход, образование и младежки години
Станко Тодоров е роден на 10 декември 1920 г. в село Кленовик, Радомирско. Има образование до трети клас. След училище работи като шивач в различни работилници. Бил е член в ръководството на шивачите (1937), както и отговорник на шивачите в София (1938). От 1936 г. се включва в дейностите на Работническия младежки съюз (РМС) и през 1939 г. е член на Окръжния му комитет. До 1941 г. е завеждащ синдикалната работа на ОК на РМС, след това отива войник в Серео.

#### Дейност в РМС
През юли 1943 г. минава в нелегалност и е задочно осъден на смърт. През следващите месеци е член на ОК на РМС в София и отначало завежда външните райони, а скоро след това и военната работа. В края на 1943 до септември 1944 г. е член в щаба на бойните групи на БКП, действащи в София. През 1944 г. е арестуван, но успява да избяга по време на бомбардировките през март същата година. Член на БРП (т.с.) е от август 1944 г. и същевременно член на Областния комитет на РМС в София. Около 9 септември 1944 г. е член на оперативното бюро за охрана на демонстрациите. Бюрото работи още и за координиране на въоръжените сили в столицата.

### Политическа дейност (1944 – 1990)

#### БКП
От октомври 1944 до 1945 г. е завеждащ „културно-просветната работа“ в Областния комитет на РМС. Между 1945 – 1950 г. е член на ЦК на ДСНМ и негов организационен секретар и след това ръководител на окръжната организация на БКП в Бургас (1950 – 1952). През 1946 г. завърша тримесечен курс в школата при ЦК на БКП.
Участва в правителства като министър на земеделието и горското стопанство (1952 – 1957), председател на Държавната планова комисия (1959 – 1962) и заместник-председател на Министерския съвет (1959 – 1966). Между 11 юли 1957 и 11 декември 1959 г. е секретар на ЦК на БКП, както и от 19 ноември 1966 до 6 юли 1971 г., като през този период е вторият човек в партийната йерархия. Кандидат-член на Централния комитет на БКП от 27 декември 1948 до 4 март 1954 г. и пълноправен член на ЦК до 10 ноември 1989 г., както и член на Политбюрото на партията от 28 ноември 1961 до 19 юли 1988 г., когато подава оставка.
След приемането на Конституцията от 1971 г. оглавява Министерския съвет, като заема този пост до 1981 г. След това от 1981 до 1990 е председател на VIII и IX народно събрание.
Участва в подготовката на пленума от 10 ноември 1989 г., довел до свалянето на Тодор Живков.

#### БСП
Станко Тодоров остава председател на Народното събрание до април 1990 г. Избран е за член на Великото народно събрание от листата на БСП и е включен във Висшия съвет на БСП. След като Петър Младенов подава оставка като председател на републиката през юли същата година, Станко Тодоров изпълнява длъжността на държавен глава за кратко време – от 6 юли до 17 юли 1990 г.
Към края на 1990 г. се оттегля от политическия живот.
Умира в София на 17 декември 1996 г.

## Семейство
Станко Тодоров е женен за журналистката Соня Бакиш, главен редактор на сп. „Жената днес“. След като тя се обявява в защита на Русенския комитет и е изключена от БКП, Станко Тодоров подава оставка като член на Политбюро, но остава председател на Народното събрание. Имат двама синове Андрей и Калин.

## Награди
- Два ордена „Георги Димитров“
- Орден „13 века България“
- Герой на социалистическия труд